# Patrick Duffy
Patrick G. Duffy (Townsend (Montana), 17 maart 1949) is een Amerikaans televisieacteur, voornamelijk bekend als de 'man van Atlantis' uit de gelijknamige televisieserie, Bobby Ewing uit Dallas en als Frank Lambert in de sitcom Step by Step.

## Biografie
Patrick Duffy is het jongste kind en de enige zoon van Terrence en Marie Duffy. Hij groeide op in Montana, waar zijn ouders een bar bezaten. Vanaf zijn twaalfde woonde hij in Seattle, waarna hij toneellessen ging volgen aan de Universiteit van Washington. Hier leerde hij Carlyn Rosser kennen, die hem kennis liet maken met boeddhisme. In 1974 trouwden ze in een boeddhistische tempel. Het stel heeft twee zonen, Padraic Terrence ('74) en Conor Frederick ('79).
In 1976 kreeg Duffy de rol van Mark Harris, de gekieuwde hoofdpersoon uit de televisieserie Man from Atlantis. Twee jaar later werd hij razend populair als Bobby Ewing in Dallas. De serie draaide aanvankelijk rond zijn personage en dat van Pamela (Victoria Principal), maar later bleek het personage van J.R. nog populairder te zijn en draaide de serie meer rond hem. In 1985, na acht seizoenen Bobby Ewing te hebben gespeeld, wilde Duffy zijn horizon verbreden en Bobby Ewing stierf in de serie. De kijkcijfers van de serie gingen naar beneden en Larry Hagman haalde Duffy over om terug te keren. In een inmiddels legendarische en verrassende aflevering keerde Bobby in mei '86 weer terug in de serie. Zijn dood en het hele seizoen dat hij afwezig was zou door zijn vrouw Pamela gedroomd zijn. Het was een enorme dure aangelegenheid voor de tv-serie, karakters die dood waren gegaan eerder in de serie moesten terugkomen, tevens moesten de verhaallijnen van een jaar ervoor weer worden opgepakt. Ook andere acteurs die inmiddels een deal hadden gesloten voor een langere tijd moesten worden uitbetaald.  Duffy zou bij de show blijven tot de laatste aflevering in 1991. Ook heeft hij enkele afleveringen geregisseerd en geproduceerd.
In de tussentijd speelde Duffy ook in enkele televisiefilms en had hij gastrollen in andere televisieseries, waaronder de Dallas-spin-off Knots Landing. Samen met Mireille Mathieu had Duffy in 1983 een internationale hit met Together we're strong, die ook de Nederlandse top-tien haalde.
Op 18 november 1986 werden zijn beide ouders vermoord door twee tieners, Kenneth Miller en Sean Wentz, tijdens een overval op hun bar in Montana. De twee werden beiden veroordeeld tot een gevangenisstraf van 180 jaar. In 2006 kwam Miller voorwaardelijk vrij.
Tussen 1991 en 1998 was Duffy te zien in de populaire komische serie Step by Step, naast Suzanne Somers. Ook was hij sindsdien te zien in enkele televisiefilms, waaronder twee Dallas-reüniefilms.
Vanaf 2006 was hij regelmatig op het scherm te zien in de soap The Bold and the Beautiful als Stephen Logan, de vader van Brooke. In 2012 verliet hij deze serie om zijn rol van Bobby Ewing opnieuw te spelen in de nieuwe Dallas.
In 2019 speelde Duffy in de Nederlandstalige film April, May en June. Daarna speelde hij in diverse kerstfilms, zoals bijvoorbeeld in 2021 “The Christmas Promise”.

## Trivia
In Nederland hadden Herman Finkers en Brigitte Kaandorp een hit met 'Duet', een parodie op 'Together We're Strong'. 
- Biblioteca Nacional de España: XX1275319
- Bibliothèque nationale de France: cb13951499d (data)
- Gemeinsame Normdatei: 134363027
- International Standard Name Identifier: 0000 0001 1936 577X
- Library of Congress Control Number: n88120063
- MusicBrainz: 06397b9e-d301-4bd7-9fbe-79e3193bc970
- Nationale Bibliotheek van Israël: 987007434745205171
- Nationale Bibliotheek van Polen: a0000001739221
- Virtual International Authority File: 79179438
- WorldCat: E39PBJvtddgtv4BYjVm83GHHmd